# 平分对角线四边形
平分对角线四边形（或称为对角线平分四边形、平分四边形、斜筝形，等）是指两条对角线中，至少有一条平分另一条对角线的四边形。其性质是一条对角线能把四边形的面积等分为两部分，因此也被称为“平分四边形”。平行四边形（对角线相互平分）、筝形都能视为是特殊的平分对角线四边形。筝形的对角线相互垂直，平分对角线四边形能视为是对角线不垂直的筝形，故也称为“斜筝形”。
平分对角线四边形的对偶多边形是梯形。

## 与其它四边形的关系
- 筝形，同时满足平分对角线四边形与正交四边形（两对角线垂直的四边形）的凸四边形
- 平行四边形，同时满足平分对角线四边形与梯形（至少一个对边平行的四边形）的凸四边形